# Predsjednik Vlade Republike Hrvatske
Predsjednik Vlade Republike Hrvatske (kolokvijalno premijer) nalazi se na čelu hrvatske vlade, koja provodi izvršnu vlast u Republici Hrvatskoj. Uz predsjednika Vlade, Vladu Republike Hrvatske čine potpredsjednici te ministri. Trenutačni predsjednik Vlade Republike Hrvatske je Andrej Plenković, koji tu dužnost obnaša treći put zaredom.

## Imenovanje predsjednika Vlade
Nakon službenog proglašenja rezultata s izbora zastupnika u Hrvatski sabor (parlamentarni izbori), Predsjednik Republike Hrvatske povjerava mandat za sastavljanje Vlade osobi koja, na temelju raspodjele zastupničkih mjesta u Hrvatskom saboru i obavljenih konzultacija, uživa povjerenje većine svih zastupnika. U praksi, to znači da Predsjednik Republike povjerava mandat predsjedniku stranke, odnosno čelniku koalicije, koja je relativna pobjednica na parlamentarnim izborima (ona koja je osvojila najveći broj zastupničkih mjesta u Saboru).
Odmah po sastavljanju Vlade, a najkasnije u roku od 30 dana od prihvaćanja mandata, mandatar je dužan program Vlade i Vladu predstaviti Hrvatskom saboru i zatražiti glasovanje o povjerenju.
Vlada stupa na dužnost kad joj povjerenje iskaže većina svih zastupnika u Hrvatskom saboru.
Predsjednik i članovi Vlade polažu svečanu prisegu pred Hrvatskim saborom. 
Na temelju odluke Hrvatskog sabora o iskazivanju povjerenja Vladi Republike Hrvatske, rješenje o imenovanju predsjednika Vlade donosi Predsjednik Republike Hrvatske uz supotpis predsjednika Hrvatskog sabora.
Ako mandatar ne sastavi Vladu u roku od 30 dana od dana prihvaćanja mandata, Predsjednik Republike mu može produžiti mandat za najviše još 30 dana.
Ako ni u tom roku mandatar ne uspije sastaviti Vladu ili ako predložena Vlada ne dobije povjerenje Hrvatskoga sabora, Predsjednik Republike povjerit će mandat za sastav Vlade drugoj osobi.
Ako Vlada ne bude ni tada sastavljena, Predsjednik Republike će imenovati privremenu nestranačku Vladu i istodobno raspisati prijevremene izbore za Hrvatski sabor.

## Ovlasti i dužnosti predsjednika Vlade Republike Hrvatske
Predsjednik Vlade predstavlja Vladu, saziva sjednice i predsjedava im, upravlja radom Vlade i potpisuje akte koje ona donosi. Rješenje o imenovanju članova Vlade donosi predsjednik Vlade uz supotpis predsjednika Hrvatskoga sabora. Predsjednik Vlade može ovlastiti jednog od potpredsjednika da ga zamjenjuje. Predsjednik Vlade može dio svojih ovlasti i dužnosti prenijeti na jednog ili više potpredsjednika, odnosno na određene ministre i druge članove Vlade. Predsjednik Vlade odredit će jednog od potpredsjednika koji će ga zamjenjivati u slučaju njegove nenazočnosti ili spriječenosti.
Predsjednik Vlade može potpredsjednicima, ministrima, drugim članovima Vlade, davati određene upute za rad, posebna zaduženja, odnosno zadaće i ovlastiti ih na provedbu i izvršavanje određenih projekata, sukladno programu Vlade, odnosno sukladno zaključcima i drugim aktima Hrvatskoga državnog sabora te preuzetim međunarodnim obvezama Republike Hrvatske.
Predsjednik i članovi Vlade zajednički su odgovorni za odluke koje donosi Vlada, a osobno su odgovorni za svoje područje rada.
Predsjednik Vlade daje prethodni supotpis predsjedniku Republike kod odlučivanja o osnivanju diplomatskih misija i konzularnih ureda Republike Hrvatske u inozemstvu, kao i kod odluke o postavljanju šefova diplomatskih misija, kao i kod imenovanja čelnika sigurnosnih službi.
Kada predsjednik Hrvatskoga sabora kao privremeni predsjednik Republike donosi akt o proglašenju zakona, akt supotpisuje predsjednik Vlade Republike Hrvatske.

## Prestanak dužnosti predsjednika Vlade
Predsjednik Vlade prestaje to biti:
- smrću
- prihvaćenjem ostavke koju je podnio Predsjedniku Republike
- izglasavanjem nepovjerenja u Hrvatskom saboru

## Poveznice
- Vlada Republike Hrvatske
- Predsjednici Izvršnog vijeća Socijalističke Republike Hrvatske